# Битва при Дертосі
Битва при Дертосі або Битва при Ібері була частиною Другої пунічної війни між Римом та Карфагеном та відбулася навесні 215 року до Р.Х. на південному березі річки Ебри поблизу міста Ібера. Римська армія під командуванням братів Гнея та Публія Сципіонів розгромила рівну за чисельністю карфагенську армію під командуванням Гасдрубала Барки, брата Ганнібала Барки. 

## Передумови

### Закінчення Першої пунічної війни
Перша пунічна війна, що тривала протягом 264-241 рокі до Р.Х., закінчилася перемогою Риму. Одразу після закінчення війни у Карфагені спалахнуло повстання найманців та лівійців, яке було жорстоко придушене Гамількаром Баркою . Полібій назвав це постання “найжорстокішою і переповненною беззаконня з усіх відомих нам війн” . Скориставшись слабкістю Карфагену, Рим Захоплює більшу частину Сицилії, Корсику та Сардинію, які стали першими римськими провінціями.(1, Балух 131).  

### Завоювання Іспанії Карфагеном
Незабаром Гамількар Барка розпочав Іберійську кампанію. Усвідомлюючи переваги Риму, він відмовився від східно-сицилійської політики, та спрямував свою сили на створення військових баз на території сучасної Іспанії. Гамількар дістався Апеннін через Цизальпійську Галлію та розпочав військові дії 237 року до Р.Х. . За 8 років Карфаген отримав срібні копальні, сільськогосподарські багатства, робочу силу, військові об'єкти, такі як верфі, і територіальну глибину, що підготувало країну до майбутньої війни з Римом. Після смерті Гамількара його наступником став його зять Гасдрубал .  Просування римлян вглиб острова схвилювало римлян, тому вони відправили до карфагенян посольство з вимогою вияснення територіального розмежування. За домовленністю кордон між володіннями Риму та Карфагену повинен був проходити по річці Ібер, що задовольнило обидві сторони. .  
У 221 році до Р.Х. головнокомандувачем карфагенської армії став Ганнібал Барка, син Гамількара Барки. Він забезпечив собі тил походами до Центральної Іспанії та підкоренням місцевих племен. Єдиним не завойованим Карфагеном містом був Сагунт, що уклав з Римом союз . 219 року до Р.Х. після восьмимісячної облоги Ганнібал захопив та пограбував Сагунт. Римляни відправили до карфагенського уряду посольство, яке очолював Квінт Фабій Максим, з вимогою звільнити місто, відшкодувати збитки та видати Ганнібала. Коли карфагенський відповів відмовою, то Рим оголосив Карфагену війну: “Квінт Фабій Макисм, пдубравши тогу так, що утворилося заглиблення, сказав “Ось тут я приношу вам війну і мир, вибирайте будь що” На ці слова він отримав не менш горду відповідь “Обирай сам!” А коли він, розпустивши тогу, вигукнув “Я даю вам війну”, присутні одностайно відповіли, що вони приймають війну і будуть вести її з такою ж рішучістю, з якою прийняли” . Так почалася Друга пунічна війна. 

### Іспанська кампанія Риму

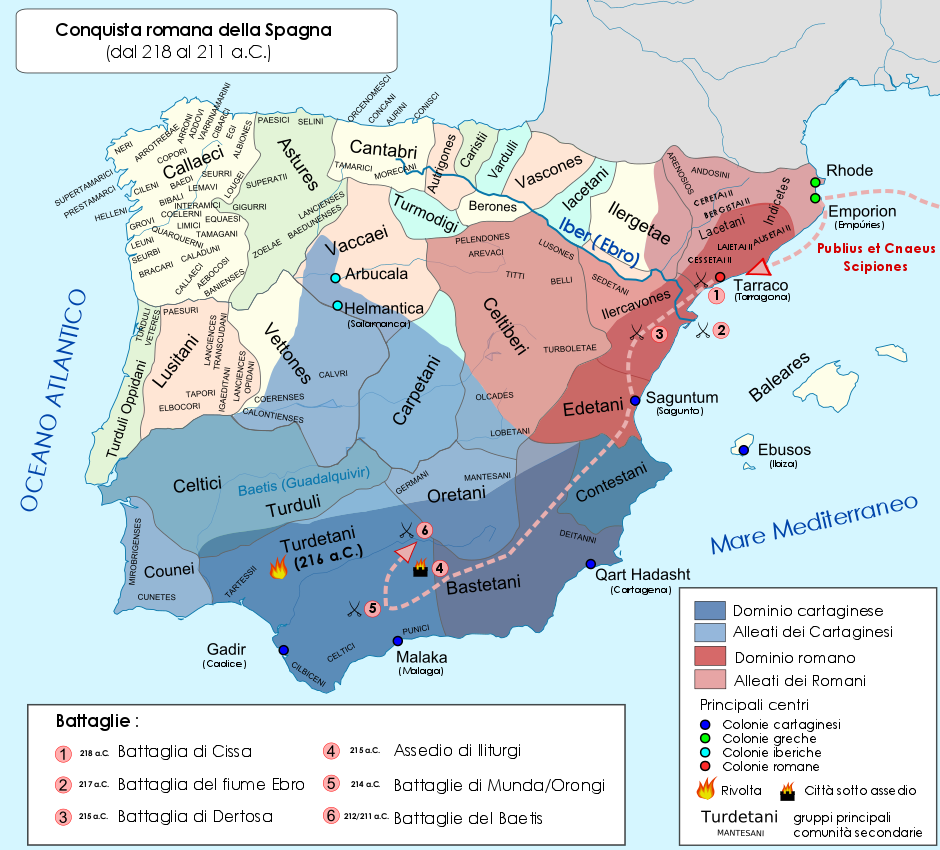
Іспанська кампанія Риму

У 218 році до Р.Х. римляни зібрали військо для походу в Іберію під командуванням братів Гнея і Публія Сципіонів. Проте в цей час частина галльських племен у Цизальпійській Галлії напали на римлян, закопивши кілька міст і влаштувавши засідку на римську армію. Римський сенат виділив один римський і один союзний леігон із сил, призначених для походу в Іберію, щоб зупинити галльський наступ. Сципіони повинні були поповнити свої легіони з місцевих сил на заміну тим, що залишилися для захисту Італії, тому Іберійська кампанія відклалася на декілька місяців .
Тим часом Ганнібал вирушив з Нового Карфагену з основною частиною армії до Галлії з метою перейти Альпи. В Іберії він залишив свого брата Гасдрубала Барку. Римський флот з армією братів Сципіонів висадився поблизу свого міста-союзника Массалії в гирлі річці Рони приблизно в той же час, коли Ганнібал перейшов цю річку і стикнувся з місцевими силами аллоброгів у битві при переправі через Рону. Ганнібал ухилився від римлян, а Гней Корнелій Сципіон продовжив свій шлях до Іберії,  Публій повернувся до Риму. 
Гней Сципіон продовжив свій шлях до Іберії, висадивши 218 року до Р.Х. свою армію, яка складалася з чотирьох легіонів чисельністю у 25 000 чоловіків, в місті Кіссі. Карфагенський полководець Ганно відмовився чекати підкріплення під командуванням Гасдрубала і почав атакувати Сципіона в битві при Кіссі, зазнавши поразки . Перемога у битві при Кіссі створила умови для закріплення римлян у Іберійському регіоні. 
У 217 році до Р.Х. карфагеняни вступили в бій з обєднаним римський і массальским флонтом, який складав 55 кораблів, у битві на річці Ебро.Стратегією Гасдрубала було просуватись у контрольовану римлянами морську акваторію на півночі Іберійського півострова за рахунок об'єднаного карфагенського та піренейського флоту з 40 квінкерем   В результатів битви 29 карфагенських кораблів були знищені. Після цього карфагенські війська відступили на південь, а римляни закріпилися на території між Ебро та Піренеями, створивши плацдарм для подальших наступів. Розташування римських таборів в цьому регіоні заважало Гасдрубалу відправити підкріплення Ганнібалу в Італії.
Поразка карфагенян призвела до повстання частини іберійських племен, зокрема турдетани. Поки Гасдрубал придушував їх, Гней Сципіон отримав підкріплення під командуванням свого брата Публія Сципіона. Гасдрубал в свою чергу отримав з Карфагену наказ відбувати в Італію та об'єднатися з Ганнібалом, щоб збільшити тиск на Рим.  Для цього він отримав у 217 році до Р.Х. підкріплення з Африки, а у 216 році до Р.Х. цілу армію. Точна чисельність підкріплень невідома .
Придушивши повстання турдетанів, Гасдрубал залишив свого підлеглого Гімілько у Новому Карфагені і на початку 215 року до Р.Х. рушив на північ Іберійського півострова з основними частинами армії. Він мав намір протистояти римлянам у формі активного нападу, щоб витиснути їх з Іспанії перед тим, як сам попрямує до Італії. Головною метою наступальних дій була необхідність захисту Іспанії від римського завоювання.  Римляни перетнули річку Ебро і взяли в облогу Іберу (пізніше відому як Дертоса, сучасне місто Тортоса). Це було невелике місто на південному березі річки Ебро, яке було союзником Карфагена. Гасдрубал у відповідь взяв в облогу місто, що було союзником Риму. Брати Сципіони зняли облогу з Ібери та рушили на бій з карфагенською армією .

## Військові сили
Більшість римських громадян були зобовязані нести військову службу і служили в піхоті відповідно до майнового цензу, запровадженого ще Сервієм Туллієм, а більш забезпечена меншість складала кавалерію. Від категорії під яку потрапляв громадянин, залежало його озброєння.  Традиційно, під час війни римляни збирали два легіони, кожен з яких складався з 4200 піхотинців і 300 вершників. Кількість римської армії у битві при достовірно Дертосі невідома. Вона була оцінена приблизно у 25 000 осіб і складалася з двох римських легіонів, двох італійських легіонів із союзних міст та посилений невідомою кількістю набраної піхоти з місцевих. 

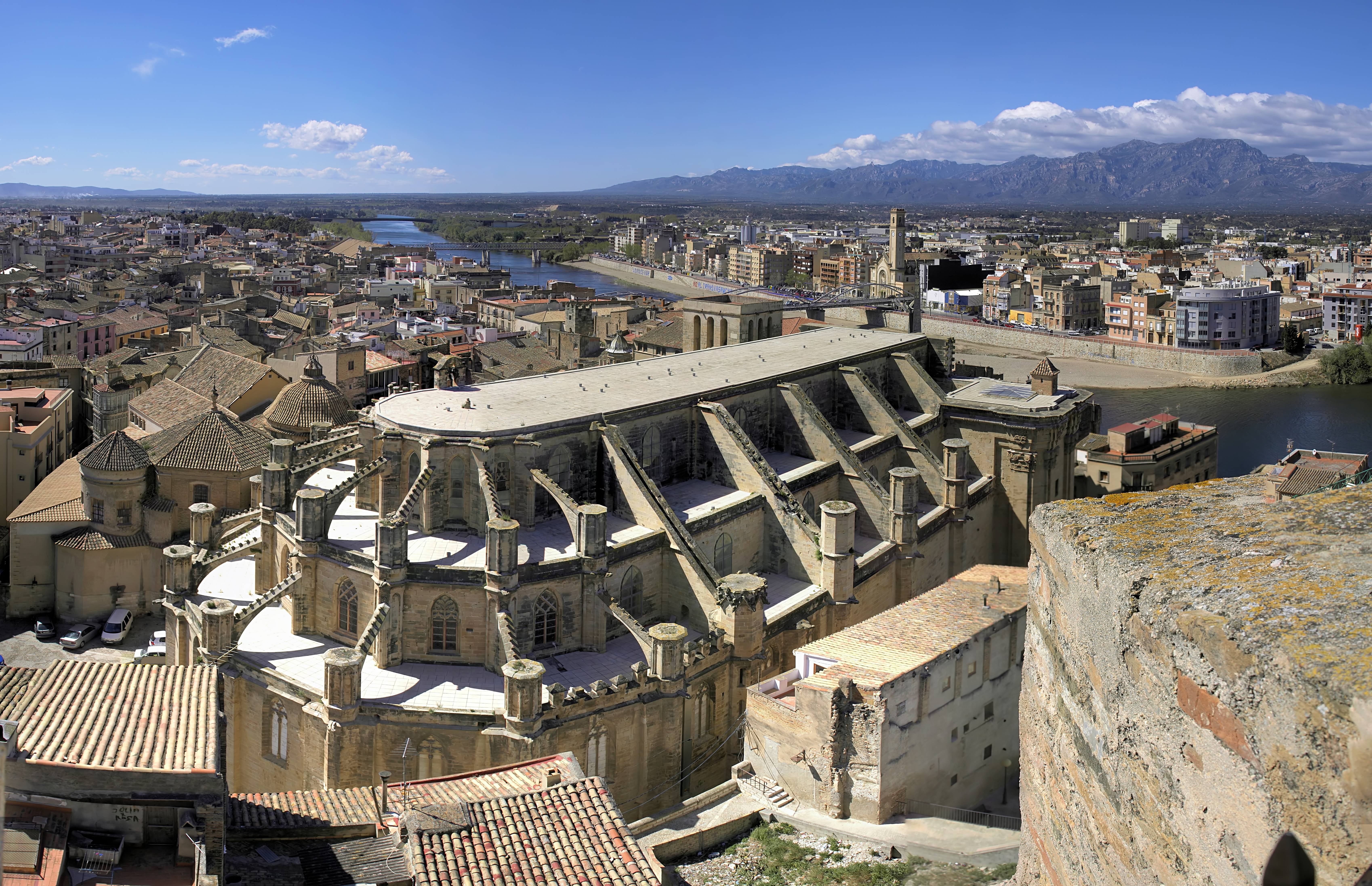
Тортоса сьогодні

Карфагенська армія зазвичай складалася з найманців, що набиралися з різних кутів Середземномор'я, проте найчастіше з Північної Африки та Іберійського півострова . Іберія забезпечувала велику кількість досвідченої піхоти, проте вони мали репутацію втікачів, якщо  бій затягувався. Точна кількість карфагенської армії у битві при Дертосі невідома, але була оцінена істориками приблизно у 25 000 осіб. Також у Іберії була невелика кількість бойових слонів, які Ганнібал залишив, коли вирушив до Італії. Чи використовувалися слони у битві при Дертосі невідомо. Важливу роль зіграли підкріплення 217 та 216 років до Р.Х. з Африки, які підтримали боєздатність карфагенської армії попри внутрішній саботаж місцевих племен . 

## Битва
Офіційному початку битви зазвичай передували декілька днів або тижнів, коли дві армії стояли таборами на відстані до семи миль (2-21 км) один від одного. Іноді армію вишиковували кожного дня. За цих обставин, якщо обидва командири не були готові хоча б до певної міри дати бій, то обидві сторони могли б відступити без вступу в нього. 215 року до Р.Х. римський та карфагенський табори були розташовані на відстані близько 5 миль одна від одної на рівнині, ймовірно, неподалік від Ібери. Протягом декількох днів обидві просто відправляли стрільців, відмовляючись розгортати свої основні сили. Нарешті, обидві армії в один день вийшли і стали в бойовий порядок.  

Розташування Дертоси (Тортоси)

Римляни розмістили свої війська у традиційній манері. Два римські легіони стояли поруч у центрі армії, а два італійські союзні легіони стояли з обох боків від центральної частини. Кожен легіон повинен був вислати своїх озброєних стрільців попереду і вишикуватися у звичайні три шеренги. Кіннота була розміщена на кожному крилі. 
Гасдрубал розмістив неброньовану піренейську піхоту в центрі своєї лінії, африканську важку піхоту ліворуч, а важку піхоту з карфагенських поселень з Іберії справа  (Тіт Лівій називає їх “Поені”, достовірно є невідомим, що це були за війська). Важка піхота билась у щільній фаланзі. Лівійська та іберійська кавалерія розташувалися на лівому крилі, а нумідійська легка кавалерія стояла на правому. Слони, якщо вони були використані, то були розташовані позаду від піхоти з певною відстанню один від одного.  
Основний хід битви описаний Тітом Лівієм, проте значна кількість деталей відсутня. Наприклад, не згадується участь слонів у битві. У битві при Тунісі у 255 році до Р.Х. під час Першої пунічної війни, лінія карфагенських слонів викликала хаос серед римських легіонерів. Тоді їх було 100, а не 20 як у битві при Дертосі. Можливо, в битві 215 року до Р.Х. кількість слонів була замала, що навести жах на супротивника або зірвати хід битви. Врешті-решт два римські легіони в центрі виступили проти піренейської піхоти, що стояла навпроти неї. Також почалися сутички між іншими частинами римських легіонів та іберійців. Однак іберійці не змогли вистояти проти нападу римлян та швидко втекли. Римляни скорситалися їхньою втечею і прорвалися крізь раптову прогалину в карфагенському строю. Тіт Лівій  стверджує, що іберійці знали, що в разі перемоги вони підуть з рештою армії Гасдрубала до Італії, тому їхнє. небажання залишати Іберію призвело до внутрішнього саботажу. Головна причина цьому - низка поразок Гасдрубала, при яких були присутні іберійці, бо іберійська піхота Ганнібала стояла в центрі його переможної битві при Каннах, а їхні виступи були надзвичайно рішучими та відважними .  Римляни скористалися прогалиною, що утворилася у строю карфагенян та оточила інші частини армії супротивника.
На обох крилах розгорнулася нерішуча сутичка між кіннотою, в якій жодна зі сторін не отримала ніякої переваги. Тим часом важкоозброєна карфагенська піхота по обидва боки від іберійців частково розвернулася і вступила в бій з двома римськими легіонами. Тим часом римські легіони зберігали дисципліну та вирішили не переслідувати втікачів іберійців, а кинулися атакувати тили карфагенських загонів. Оточені карфагеняни опинилися в безнадійному становищі. Лівійська піхота чинила опір, завдавши римлянам значних втрат, проте була розгромлена. Карфагенська кіннота та слони втекли з поля бою. Римляни напали на карфагенський табір, пограбували його, забравши увесь провіант, спорядження та скарбницю.  

## Результати битви
Втрати кожної зі сторін достовірно невідомі. Історик Джон Лезенбі, спираючись на Тіта Лівія, стверджує, що карфагеняни були майже знищені. Із праці Полібія збереглися записи про втрати карфагенської армії в інших битвах в Іберії, які у п'ять разів менші за описи Тіта Лівія, що ставить його оцінку під сумніви. Гасдрубал вижив у битві з більшістю своїх слонів і кінноти, а також кількома десятками піхотинців. Ймовірно, Ібера (Дертоса) підкорилася римлянам після битви. Розбита карфагенська армія відступила до Нового Карфагену. Завдяки битві при Дертосі римляни міцно закріпилися на північному сході Іберії та перекрили сухопутний шляхи до Італії, що стало вирішальним фактором у запобіганні об'єднанню армій Гасдрубала та Ганнібала. Частина істориків стверджують, що за умови поразки у битві при Дертосі, Друга пунічна війна стала би завершальною точкою в історії Риму. 
Брати Сципіони не розгорнули негайного походу проти карфагенян. Вони продовжували стратегію набігів на карфагенські міста та подальшим пограбунком, а також підбурювали піренейські племена до повстання проти Карфагену. Метою було послаблення позицій супротивника на Піренейському півострові, а також поповнення римської армії за рахунок повсталих племен та підкорених міст.  Головною причиною відмови від швидкого наступу стала  жахлива поразка римлян у битві при Каннах, що відбулася в той же період. Тому протягом декількох років Рим вважав за доцільне більше концентрувати основні частини армії для захисту власної Батьківщини. Тому підкріплення до Іберії не відправлялися. Одного разу брати Сципіони скаржилися в сенаті на відсутність підтримки. Боротьба у Іберії продовжувалася з різними результатами до 212 року до Р.Х., коли римляни зазнали важкої поразки у битві при Верхньому Бетіді і обидва Сципіони були вбиті. 

## Значення битви
Перемога Сципіонів підтвердила неможливість карфагенян приєднатися до армії Ганнібала сухопутним шляхом, позбавила його очікуваних морських підкріплень і послабила карфагенську владу над іберійськими племенами. Молодший брат Ганнібала Магон, який здійснив похід в Італію разом з ним 218 року до Р.Х., був відправлений назад до Карфагена, щоб зібрати підкріплення. Він зібрав армію, яка мала висадитися в Локрі в Італії у 215 році до Р.Х, але була переспрямована до Іберії після поразки карфагенян при Ібері. Це стримало карфагенську армію в Італії та поступово призвело до зсуву театру військових дій на африканський материк. Значна кількість істориків дотримуються думки, що битва при Дертосі мала надважливе стратегічне значення, зокрема Клаус Ціммерманн стверджує: “Перемога Сципіонів.. цілком можливо, що це була вирішальна битва війни”.  